# ACN - Agencia Carabobeña de Noticias
1. REDIRECCIÓN Agencia Carabobeña de Noticias